# Sajjad Sharif
Sajjad Sharif (bengalisch সাজ্জাদ শরিফ, geboren am 24. September 1963 in Dhaka) ist ein bangladeschischer Lyriker und Übersetzer, der durch seine Gedichte sowie durch seine Mitarbeit an der Avant-Garde-Literaturzeitschrift Gandiva bekannt ist. Er arbeitet darüber hinaus als leitender Redakteur für Prothom Alo, die größte Tageszeitung auf Bengalisch in Bangladesch. In Deutschland wurden ihre Gedichte vor allem im Rahmen des Übersetzungsprojektes Versschmuggel des Goethe-Institutes bekannt.

## Leben und Werk
Sajjad Sharif wuchs in der Altstadt von Dhaka auf. Er ist seit den 1980er Jahren als Lyriker aktiv. In der Zusammenarbeit mit anderen Kollegen war ihm die Radikalisierung und Modernisierung der zeitgenössischen Dichtung auf Bengalisch, einer Sprache, die von über 200 Millionen Menschen gesprochen wird, ein Anliegen. In diesem Zusammenhang engagierte er sich für die Literaturzeitschrift Gandiva und trug nicht unerheblich dazu bei, dass von dieser maßgebliche Impulse für die neuere bangladeschische Lyrik ausgingen. Seine eigenen Texte gelten als wegbereitend für die Verwendung selbstrefernzieller und selbstreflexiver Sprache in der Gegenwartsdichtung aus Bangladesch
. Sajjad Sharifs Gedichte experimentieren häufig mit der sprachlichen Kombination von alten und zeitgenössischen lyrischen Mitteln. Seine Texte wurden international in Zeitschriften und Anthologien veröffentlicht. Sein Debütband erschien in Bangladesch unter dem Titel Chhurichikitsa (Messer-Therapie).
Neben den eigenen lyrischen Texten ist Sajjad Sharif auch als Lyrikübersetzer bekannt und er verfertigt literaturkritische Essays. Insbesondere seine Übertragungen der Gedichte von Federico Garcia Lorca, die unter dem Titel Rokto o Oshrur Gatha: Federico Garcia Lorca (Ballad of Blood and Tears: Selected Poems of Federico Garcia Lorca) mit einem einleitenden Essay aus seiner Feder erschienen, erfuhren hohe Anerkennung. Mit Jekhane Liberty Mane Statue (Where Liberty is Statue) publizierte Sajjad Sharif eine eigenständige Essaysammlung.
Auch als Mitherausgeber der in Indien erschienenen Anthologie Bangladesher Nirbachito Kobita (Selected poems of Bangladesh) trat Sajjad Sharif in Erscheinung. 2015 war er Juror beim Finale des Lyrikwettbewerbs Muse Masters für performative Lyrik des British Council in Bangladesch.
Gedichte von Sajjad Sharif wurden in diesem Rahmen des Projektes Versschmuggel 2016 bei einem Workshop über den Umweg von Interlinearübersetzungen von Hendrik Jackson ins Deutsche übertragen. An dem Workshop nahm als weitere Teilnehmerin aus Bangladesch die Lyrikerin Shahnaz Munni teil. Sajjad Sharif präsentierte das Projekt 2016 beim Poesiefestival Berlin gemeinsam mit anderen Autoren mit Lesungen und Gesprächen.
Er ist ein ausgesprochener Kritiker von Sheikh Hasina und ihrer Awami-Liga-Regierung.

## Publikationen
- Jekhane Liberty Mane Statue (Where Liberty is Statue). Sandesh 2009
- Frederico Garcia Lorca: Rokto O Oshrur Gatha / রক্ত ও অশ্র“র গাথা (Ballad of Blood and Tears: Selected Poems of Federico Garcia Lorca), Übersetzung, Prothoma Prokashon 2013, ISBN 978-984-90192-6-8
- Chhurichikitsa (Messer-Therapie). Prothoma Prokashon 2014